# 固镇镇
固镇镇，是中华人民共和国安徽省六安市裕安区下辖的一个乡镇级行政单位。

## 行政区划
固镇镇下辖以下地区：
街道社区、鱼塘社区、冯郢村、梁郢村、钱集村、烟墩村、胡桥村、河沿村、关堰村、苏小店村、青龙村、六合村、杨桥村、汲河村和佛庵村。